# Auchenionchus crinitus
Auchenionchus crinitus е вид бодлоперка от семейство Labrisomidae. Видът не е застрашен от изчезване.

## Разпространение
Разпространен е в Перу и Чили.